# Copriphis
Copriphis es un género de ácaros perteneciente a la familia Eviphididae.

## Especies
Copriphis Berlese, 1910
- Copriphis crinitus (Berlese, 1882)
- Copriphis falcinellus (R. Canestrini & G. Canestrini, 1882)
- Copriphis pterophilus (Berlese, 1882)